# Faf de Klerk
François de Klerk, känd som Faf, född 19 oktober 1991, är en sydafrikansk rugby union-spelare  som spelar för Yokohama Canon Eagles och Sydafrikas landslag. Han var med i landslaget som vann VM i rugby 2019 och 2023.
de Klerk började sin proffskarriär 2023 i klubben Pumas från Mpumalanga och Lions i Super Rugby. 2016 började han spela i Golden Lions i Johannesburg och blev uttagen i Sydafrikas landslag. 